# Prudziszki (gromada)
Prudziszki – dawna gromada, czyli najmniejsza jednostka podziału terytorialnego Polskiej Rzeczypospolitej Ludowej w latach 1954–1972.
Gromady, z gromadzkimi radami narodowymi (GRN) jako organami władzy najniższego stopnia na wsi, funkcjonowały od reformy reorganizującej administrację wiejską przeprowadzonej jesienią 1954 do momentu ich zniesienia z dniem 1 stycznia 1973, tym samym wypierając organizację gminną w latach 1954–1972.
Gromadę Prudziszki z siedzibą GRN w Prudziszkach utworzono – jako jedną z 8759 gromad – w powiecie suwalskim w woj. białostockim, na mocy uchwały nr 23/V WRN w Białymstoku z dnia 4 października 1954. W skład jednostki weszły obszary dotychczasowych gromad Prudziszki, Białowoda, Żywa Woda, Szwajcaria i Suchodoły ze zniesionej gminy Jeleniewo w tymże powiecie. Dla gromady ustalono 11 członków gromadzkiej rady narodowej.
31 grudnia 1959 gromadę Prudziszki zniesiono, włączając ją do gromad Jeleniewo (wsie Prudziszki, Suchodoły i Żywa Woda oraz osady Kozia Szyja, Stara i Pieńki), Żubryn (wieś Szwajcaria i osadę Studzieniczne oraz obszar lasów państwowych N-ctwa Wigry obejmujący oddziały 33—57) i Bród Nowy (wieś Białowoda).